# Plitvička Jezera
Plitvička Jezera  è un comune della Croazia di 4.358 abitanti della Regione della Lika e di Segna.
Include nel suo territorio il Parco nazionale dei laghi di Plitvice, meta turistica internazionale.

## Località
La municipalità di Plitvička Jezera è composta dalle seguenti 41 località (naselja):
| - Bjelopolje - Čanak - Čujića Krčevina - Donji Vaganac - Drakulić Rijeka - Gornji Vaganac - Gradina Korenička - Homoljac - Jasikovac - Jezerce | - Kalebovac - Kapela Korenička - Kompolje Koreničko - Končarev Kraj - Korana - Korenica - Kozjan - Krbavica - Ličko Petrovo Selo - Mihaljevac | - Novo Selo Koreničko - Oravac - Plitvica Selo - Plitvička Jezera - Plitvički Ljeskovac - Poljanak - Ponor Korenički - Prijeboj - Rastovača - Rešetar | - Rudanovac - Sertić Poljana - Smoljanac - Šeganovac - Trnavac - Tuk Bjelopoljski - Vranovača - Vrelo Koreničko - Vrpile - Zaklopača | - Željava |